# Meridià 155 a l'oest
El meridià 155 a l'oest de Greenwich és una línia de longitud que s'estén des del pol Nord travessant l'oceà Àrtic, Amèrica del Nord, l'oceà Pacífic, Oceania, l'oceà Antàrtic, i l'Antàrtida fins al pol Sud.
El meridià 155 a l'oest forma un cercle màxim amb el meridià 25 a l'est. Com tots els altres meridians, la seva longitud correspon a una semicircumferència terrestre, uns 20.003,932 km. Al nivell de l'Equador, és a una distància del meridià de Greenwich de 17.253 km.

## De Pol a Pol
Començant en el pol Nord i dirigint-se cap al pol Sud, aquest meridià travessa:
| Coordenades                               | País, territori o mar | Notes |
| ----------------------------------------- | --------------------- | --- |
| 90° 0′ N, 155° 0′ O / 90.000°N,155.000°O  | Oceà Àrtic            | |
| 71° 36′ N, 155° 0′ O / 71.600°N,155.000°O | Mar de Beaufort       | |
| 71° 8′ N, 155° 0′ O / 71.133°N,155.000°O  | Estats Units          | Alaska |
| 58° 1′ N, 155° 0′ O / 58.017°N,155.000°O  | Oceà Pacífic          | Passa a l'oest de l'illa Kodiak, Alaska, Estats Units (a 57° 20′ N, 154° 47′ O / 57.333°N,154.783°O) · Passa a l'oest de l'illa Tugidak, Alaska, Estats Units (a 56° 25′ N, 154° 48′ O / 56.417°N,154.800°O) |
| 19° 44′ N, 155° 0′ O / 19.733°N,155.000°O | Estats Units          | Hawaii — illa de Hawaii |
| 19° 20′ N, 155° 0′ O / 19.333°N,155.000°O | Oceà Pacífic          | Passa a l'oest de l'illa Malden, Kiribati (a 4° 0′ S, 154° 58′ O / 4.000°S,154.967°O) |
| 60° 0′ S, 155° 0′ O / 60.000°S,155.000°O  | Oceà Antàrtic         | |
| 77° 12′ S, 155° 0′ O / 77.200°S,155.000°O | Antàrtida             | Dependència de Ross, reclamat per Nova Zelanda |